# Lysimelia lucida
Lysimelia lucida är en fjärilsart som beskrevs av Anthony C. Galsworthy 1997. Lysimelia lucida ingår i släktet Lysimelia och familjen nattflyn. Inga underarter finns listade i Catalogue of Life.